# Balthasar Adelmann
Balthasar Adelmann (* 9. Juli 1645 in Eichstätt; † 27. Dezember 1713 in München) war Jesuit und Lehrer an verschiedenen Jesuitenuniversitäten bzw. -gymnasien.

## Biographie
Adelmann entstammte der Ehe der Eichstätter Tuchmachers und Ratsmitglieds Melchior Adelmann und seiner zweiten Frau Maria. An Geschwistern hatte er neben drei Schwestern als älteren Bruder Caspar und als jüngeren Bruder Joseph. Entgegen Angaben in der älteren Literatur, die die drei Brüder der Adelsfamilie Adelmann von Adelmannsfelden zurechneten, stellte Flachenecker  ihre bürgerliche Herkunft klar.
Adelmann besuchte als Halbwaise ab dem 18. Oktober 1657 die Rudimenta des Eichstätter Jesuitengymnasiums, des „Collegium Willibaldinum“.  Am 23. Oktober 1663 wechselte er zum Studium der Logik an das Ingolstädter Jesuitengymnasium über; in den dortigen Matrikel wir er als „pauper“, als „arm“ bezeichnet.  Nach Abschluss des Studiums mit einem Magister der Philosophie trat er am 25. August 1666 in den Jesuitenorden ein. Das zweijährige Novizendasein verbrachte er im Noviziat der Oberdeutschen Jesuitenprovinz in Landsberg am Lech und legte bei Abschluss des Noviziats die Gelübde ab. Von 1672/73 bis 1675/76 studierte er am Ingolstädter Jesuitenkolleg Theologie und wurde 1676 in Eichstätt zum Priester geweiht. Am 2. Februar 1681 legte er in Innsbruck seine letzten Gelübde ab, mit denen er sich für Lebzeiten an den Orden band.
Im Anschluss daran lehrte er in Luzern im Rahmen des dortigen dreijährigen Philosophiekursus Philosophie. 1688 kam er nach Ingolstadt zurück, wo er Professor für Ethik wurde. 1695 ist er für nur wenige Monate als Präfekt in der Dillinger Ordensniederlassung nachweisbar. Nach Tätigkeit in Amberg kehrte er 1793 ans Eichstätter Jesuitenkolleg zurück, wo er bis 1707 als „Pater Spiritual“ wirkte.
Insgesamt hat Balthasar Adelmann drei Studienjahre als Lehrer der Grammatik, zwei als Lehrer der Humaniora, fünf als Lehrer der Rhetorik, sechs als Lehrer der Philosophie, zwei als Lehrer der Kontroverstheologie, neun Jahre als Kasuistik-Lehrer und ein Jahr als Lehrer der Scholastik gewirkt. Wann er nach München kam und wo er starb, ist nicht bekannt.

## Werke
- De Anima Rationali (Über die rationale Seele), Disputation, Luzern 1688